# Mohamed Amsif
Mohamed Amsif (arabul: محمد أمسيف; Düsseldorf, 1989. február 7. –) német-marokkói labdarúgó, kapus. olimpikon.

## Pályafutása

### A válogatottban
2011 és 2014 között nyolc alkalommal szerepelt a marokkói válogatottban. Tagja volt a 2012-es londoni olimpián részt vevő csapatnak.